# Чемберс, Гай
Гай Антони Чемберс (англ. Guy Antony Chambers; род. 12 января 1963, Лондон, Великобритания) - английский композитор и продюсер, известный своим многолетним творческим сотрудничеством с Робби Уильямсом.
Чамберс участвовал в создании первых пяти альбомов Робби Уильямса в качестве автора песен и продюсера. Все они достигли первого места в Великобритании и разошлись по миру тиражом более 40 миллионов копий. Чемберс написал большинство самых известных песен Уильямса (включая «Rock DJ», «Feel», «Millenium», «Let Me Entertain You» и «Angels»).
Чамберс и Уильямс прекратили сотрудничество после записи пятого альбома, «Escapology», в 2002 году. После этого он работал с такими исполнителями, как INXS, продюсировал и писал песни для их альбома «Switch» 2005 года. Чемберс также написал песни для лондонской поп-рок-группы Busted, такие как «Fake» и «Better Than This» из их второго альбома «A Present For Everyone».
В 2022 году Чемберс в сотрудничестве с австрийским музыкантом Трикстером написал и спродюсировал наполненную ругательствами рождественскую песню, которая отражала напряженность и стресс того года (эта песня стала вирусной).

## награды
- 3 Ivor Novello Awards
- 3 BRIT Awards
- Q Classic Songwriter Award
- MMF Best Produced Record Award